# 完全自殺マニュアル
『完全自殺マニュアル』（かんぜんじさつマニュアル）は、鶴見済の著書。様々な自殺の方法が客観的に書かれている。1993年（平成5年）7月7日に太田出版から発行され、主に10代から20代の支持を受けてブームを巻き起こし、100万部以上を売上げるミリオンセラーとなった。
前書き、後書きに書かれているとおり、「いざとなれば自殺してしまってもいいと思えば、苦しい日常も気楽に生きていける」と提唱した本。「強く生きろ」という、日本の社会風潮に異議を唱えた。
発売後は、ワイドショーなどの大手メディアから批判があったものの、評論家・言論界からの評価は概ね肯定的だった。また、本書のブームとなった発売年と翌年の2年間にわたり、日本における自殺者総数は減少している。

## 内容
テーマ
前書きには、同じことの繰り返しの日常生活による生きている実感の喪失と、個人の無力感が強調されている。後書きでは「こういう本を書こうと思った理由は、強く生きろ、自殺は弱いもののすることだ、などということが平然と言われている生き苦しい世の中に風穴をあけて、ちょっとは生きやすくしたいからだ」と、その狙いを明記している。
内容
記載内容は、読者に自殺を促す項目も扇動する項目も、それを阻止する項目もなく、極めて客観的である。自殺の方法の説明にとどまらず、見苦しさ、自殺時の苦痛度、致死度、手間、リスク、かかる費用、事例による自殺者の心理や自殺の原因、自殺者の死に至るまでの生きる苦しみ、自殺統計データなど、自殺について幅広く分析を行っている。
ただし、2005年（平成17年）ごろから蔓延した練炭を使った一酸化炭素を発生させる自殺方法と、2007年ごろから蔓延した硫化水素を発生させる自殺方法に関しては、言及されていない。また、銃や青酸化合物やシンナーを使う自殺方法については「入手困難」という理由から、軽く触れる内容に留められている。
自殺のジャンル
自殺する方法として、服薬（若しくは服毒）・首吊り・飛び降り・自刃（切腹、リストカットなど）・列車等への飛び込み（轢死）・ガス中毒（一酸化炭素中毒）・入水・感電・焼身・凍死・その他の手段について各章で解説するほか、自殺の名所紹介などがある。
なお服薬自殺に関しては、本に紹介されている一般用医薬品は、2014年（平成26年）現在、日本では製造中止等で入手不可となっていたり、処方箋医薬品も入手困難になったものも多い。
薬物致死量のデータは、すべて医学界で信頼の置かれている医学・薬学専門書から引用されたものである。著者である鶴見済は、初版発行時から予め断りを入れた上で、薬物の致死量には人の体重や薬物耐性によって幅があり、文献によっても致死量などの数値が異なるため、複数の文献を元に割り出した推定値である、と記述している。

## 有害図書指定問題
1993年の発行から、ブームが一段落するまでの長期間にわたって、書店の店頭での立ち読みや購入、公立図書館でも開架図書にて未成年者を含め、誰でも閲覧・貸し借り出来る状態だった。1997年以降、群馬県から始まった有害図書の指定は、ほぼ同時期に強まった投稿写真雑誌等への規制と同様、いわゆる「有害情報」に対する青少年保護育成条例の規制強化を反映したものだった。太田出版は対抗措置として「18歳未満の方の購入はご遠慮願います」と書かれた帯を付け、（特に未成年者に）立ち読みさせない様、ビニールパックをして販売する事となった。
東京都青少年の健全な育成に関する条例では、第8条1項にて「販売され、若しくは頒布され、又は閲覧若しくは観覧に供されている図書類又は映画等で、その内容が、青少年に対し…（中略）著しく自殺若しくは犯罪を誘発し、青少年の健全な成長を阻害するおそれがあるもの」と定義されているが、東京都において『完全自殺マニュアル』は不健全図書に指定されていない。
平成19年度（2007年度）の『自殺対策白書』では、自殺者増加の要因として「金融機関の経営状態の悪化により、中小企業が貸し渋り・貸し剥がしに遭い、自殺者を増加させる一因となった」と、経済問題だったことが記述されている。

## 評価
ワイドショーなどの大手メディアから批判があったものの、評論家・言論界からの評価は概ね肯定的であり、読者からは本の意図を受け止め、「生きようと思った」とする意見が、多く寄せられた。さらに後の批評には、批判するものと、肯定するものがあった。